# Zholaman Sharshenbekov
Zyolaman Nazabekovitch Sharshenbekov (født 29. september 1999) er en kirgisisk bryder, der konkurrerer i græsk-romersk stil.
Han repræsenterede Kirgisistan ved sommer-OL 2020 i Tokyo, hvor han blev elimineret i kvartfinalen.
Under Sommer-OL 2024, der blev afholdt i Paris, tog han bronze.